# Constantin Rohde
Constantin Christoffer Rohde, född den 30 juli 1826 i Gustavsberg, Värmdö, död den 19 januari 1887, var en svensk skådespelare och teaterchef.
Han engagerades hos Carl Gustaf Hessler 1849, var vid Södra teatern i Stockholm 1853–1855, vid Kungliga Teatern 1855–1856, Mindre teatern 1856–1859, och åter vid Södra teatern 1859–1865. 1865–1866 var han direktör för Folkteatern i De la Croix salonger i Stockholm, 1866–1876 hade han ett eget ambulerande sällskap, och 1877 engagerades han vid Djurgårdsteatern.
Bland Rohdes roller märks titelrollerna i Pierre Gaveaux Lilla matrosen och August Säfströms En kontorist som är kär, Lundström i Frans Hodells Andersson, Pettersson och Lundström, Drillén i Gustav von Mosers Drilléns operett, Fiolin i Jeanette Stjernströms Längtan efter äfventyr, titelrollen i Emmanuel Théaulons Jovial, Figge i Johan Jolins Min hustru vill ha roligt, Stick i Gustaf Engströms Skräddaren naturpoet, d'Aigrigny i Eugène Sues Den vandrande juden och Tjafs i Från jorden till månen.

## Teater

### Roller (ej komplett)
| År   | Roll  | Produktion                                                       | Regi | Teater        |
| ---- | ----- | ---------------------------------------------------------------- | ---- | ------------- |
| 1865 | Paris | Sköna Helena Jacques Offenbach, Henri Meilhac och Ludovic Halévy |      | Södra Teatern |

### Fotnoter
1. ↑  ”Teater”. Dagens Nyheter:  s. 2. 13 maj 1865. http://arkivet.dn.se/arkivet/tidning/1865-05-13/111/2. Läst 25 augusti 2015.